# QV43
QV 43 est un des tombeaux situé dans la vallée des Reines, dans la nécropole thébaine, sur la rive ouest du Nil face à Louxor en Égypte.
Il a été fait à l'intention de Séthiherkhépeshef, un fils de Ramsès III devenu brièvement pharaon sous le nom de Ramsès VIII. Avant qu'il ne devienne pharaon, la tombe QV43 a été construite pour lui, mais elle n'a jamais été utilisée,. Une équipe de chercheurs entièrement égyptiens, dirigée par Afifi Rohiem et supervisée par Zahi Hawass, était à la recherche de la tombe du pharaon. Les travaux sur la tombe de Ramsès VIII pourraient avoir commencé avant son accession au trône, lorsqu'il était connu sous le nom de prince Séthiherkhépeshef, comme le suggère un ostracon découvert dans la vallée des Reines.

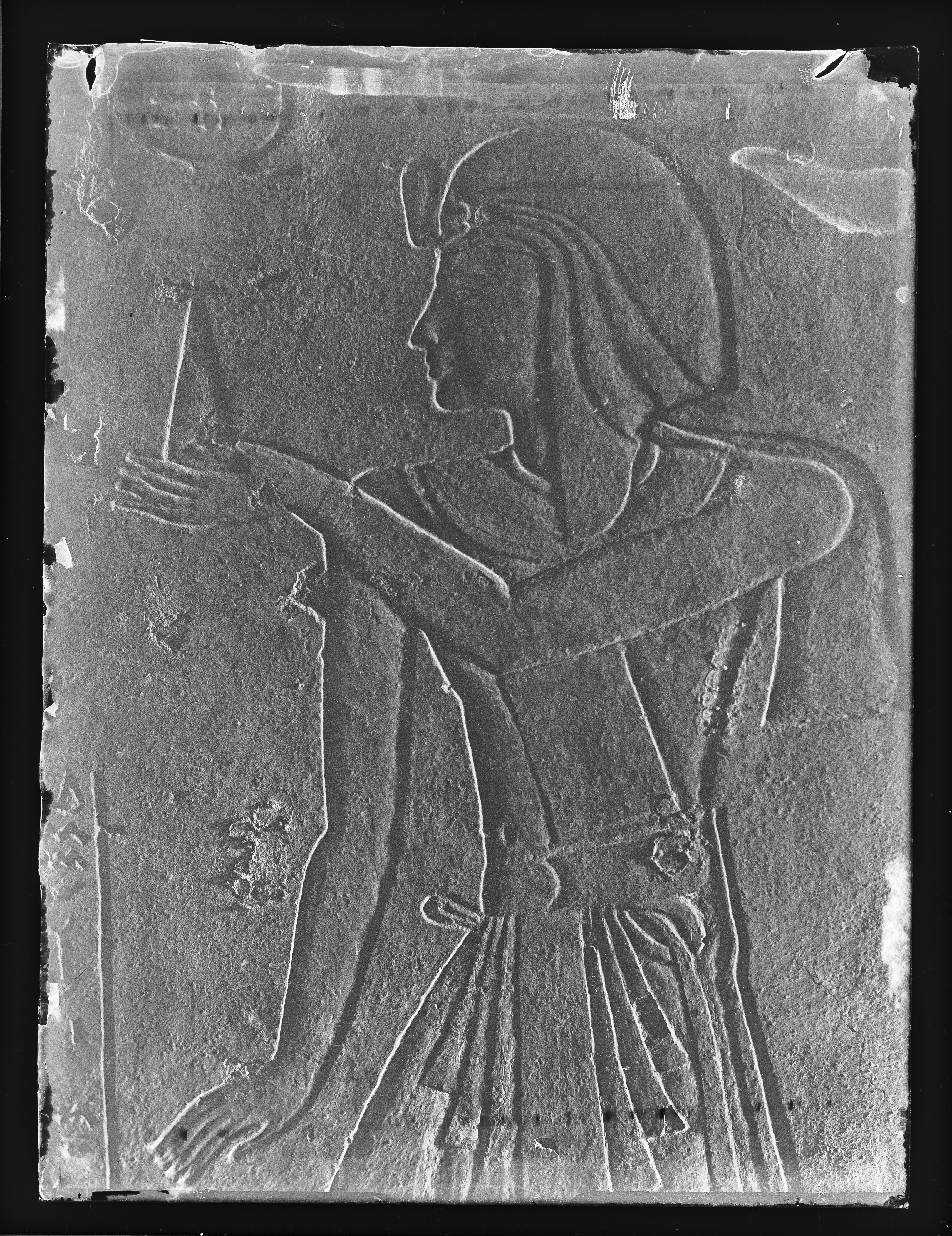
Mur ouest du couloir de la tombe QV 43 de Séthiherkhépeshef. L'image représente le pharaon Ramsès III. Fouilles Schiaparelli.
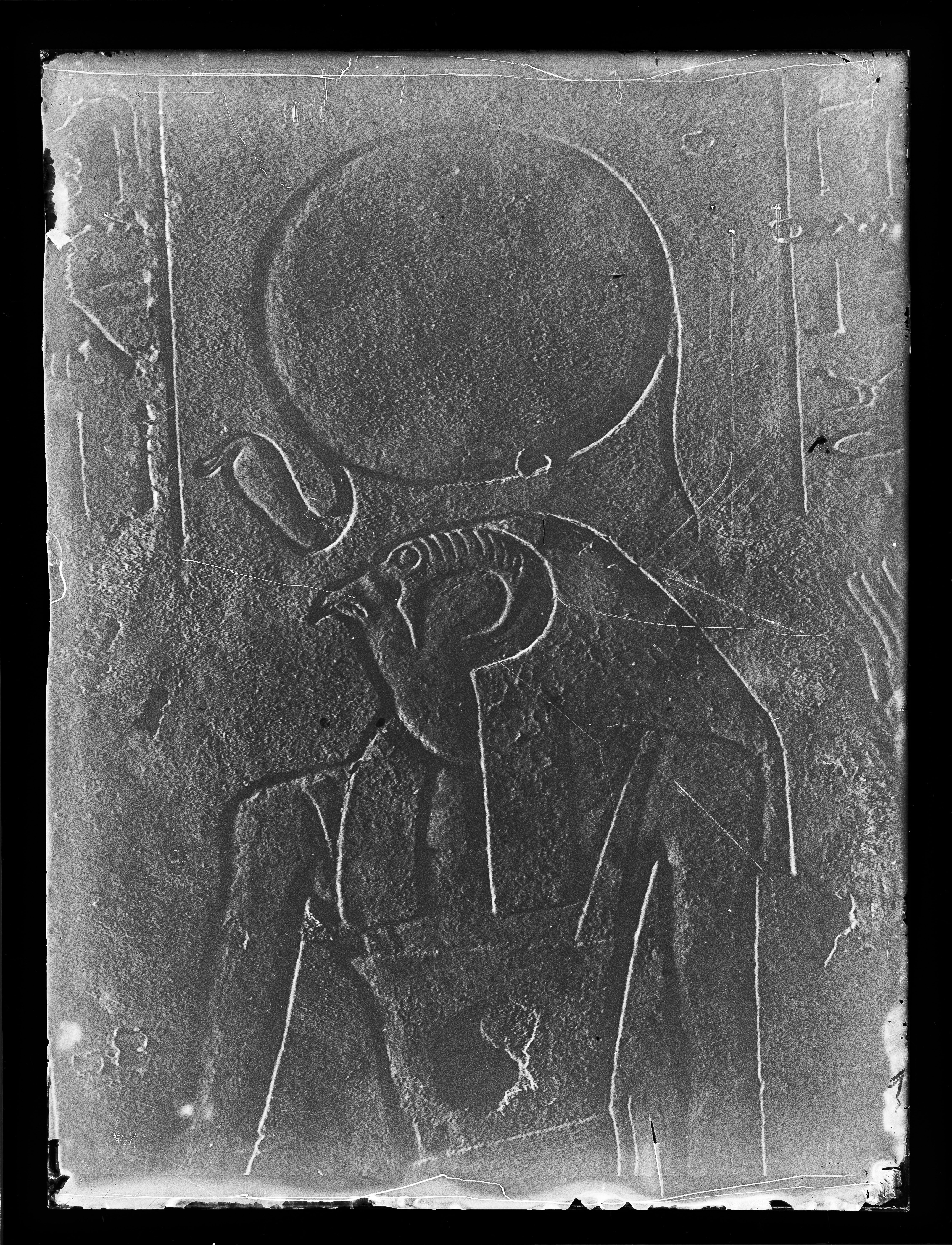
Mur est du couloir de la tombe QV 43. L'image représente le dieu Rê-Horakhty.